# السرارة (بني مطر)

تعديل مصدري - تعديل

السرارة هي إحدى قرى عزلة جبل النبي شعيب بمديرية بني مطر التابعة لمحافظة صنعاء، بلغ تعداد سكانها 292 نسمة حسب تعداد اليمن لعام 2004.